# Веретье-4 (Рыбинск)
Веретье-4 — микрорайон в городе Рыбинске Ярославской области.

## География
Расположен к западу от городского центра и завода "НПО «Сатурн».
Ограничен улицами 9 Мая, 50 лет ВЛКСМ, Суркова и Расторгуева . Граничит с микрорайонами Западный, Веретье-1, Веретье-2, Веретье-3.

## Топоним
Название микрорайона произошло от деревни «Веретье».
Номерное название официальное, и, как отмечает топонимист Роман Разумов такие названия, как Веретье-1, Веретье-2, Веретье-3 «очевидно, трудны в повседневном использовании, поэтому их употребление ограничено юридическими документами и названиями остановок общественного транспорта».
Неофициальное название — «Шанхай».

## История
Застройка частными домами по типовым проектам произошла, предположительно, в 1930—1960 годы. На это указывает правильная сетка улиц.
В августе 1965 года на рассмотрение городского градостроительного совета был вынесен новый генеральный план Рыбинска (разработан планировочной мастерской № 4 «Ленгипрогора», руководитель А. Синявер, главный архитектор В. П. Мухин). В частности, было предложено строительство второго моста через Волгу, который стал бы кратчайшим путем между новыми районами Веретья на правом берегу и посёлка Волжский на левом (Махнин, 138—139).
На востоке микрорайона между улицами 9 мая и Петра Крюкова расположено несколько многоэтажных домов. Основная же часть микрорайона представляет собой частный сектор из одноквартирных домов с участком. По сравнению с другими массивами частной застройки размер участков небольшой (около 4 соток). Дома расположены двумя рядами вдоль длинных параллельных улиц, образующих правильную сетку. Изначальная застройка — одноэтажные срубные, шлакобетонные и кирпичные дома, в настоящее время находящиеся в разном состоянии (вплоть до развалин).
В советское время планировалось построить многоэтажные дома, для чего частный сектор предполагалось снести, а жителям — предоставить квартиры. Однако, в отличие от других частных жилых массивов, эта идея не встретила одобрения жителей: уже тогда частные дома имели газ, водопровод и другие удобства, а жилой массив — удобное транспортное обеспечение.
По новому генеральному плану снос индивидуальной застройки не предполагается. С начала 2000-х на месте старых домов строятся современные коттеджи высотой до 3 этажей.

## Инфраструктура
В микрорайоне располагаются профессиональный лицей № 32, строительный гипермаркет «Аксон».
Благодаря соседству с микрорайонами Веретье-1, 2, 3 в пешеходной доступности находятся школы, детские сады, магазины и т. п.

## Транспорт
Автобусные и троллейбусные маршруты проходят по улицам 9 Мая, 50 лет ВЛКСМ, Расторгуева.
Внутренние проезды в микрорайоне не имеют асфальтового покрытия.